# Las Navas de la Concepción
Las Navas de la Concepción (también llamado popularmente Las Navas) es un municipio español de la provincia de Sevilla, Andalucía, con una población de 1523 habitantes (INE 2023). Su extensión superficial es de 63 km² y tiene una densidad de 28,07 hab/km². Sus coordenadas geográficas son 37° 56′ N, 5° 27′ O. Se encuentra a una altitud de 434 metros y a 108 kilómetros de la capital de provincia, Sevilla.

## Geografía humana

### Demografía
Cuenta con una población de 1520 habitantes (INE 2024).
| Gráfica de evolución demográfica de Las Navas de la Concepción entre 1857 y 2021 |
| |
| Población de derecho según los censos de población del INE. Población de hecho según los censos de población del INE.Entre el Censo de 1857 y el anterior, aparece este municipio porque se segrega del municipio 41033 (Constantina). |

| 1926                      | 1899 | 1905 | 1888 | 1886 | 1886 | 1863 | 1848 | 1831 | 1794 | 1788 | 1778 | 1749 | 1743 | 1709 | 1721 |
| (Fuente: INE [Consultar]) |      |      |      |      |      |      |      |      |      |      |      |      |      |      |      |

### Economía

#### Evolución de la deuda viva municipal
| Gráfica de evolución de Deuda viva del Ayuntamiento de Navas de la Concepción (Las) entre 2008 y 2019                                |
| |
| Deuda viva del Ayuntamiento de Navas de la Concepción (Las) en miles de Euros según datos del Ministerio de Hacienda y Ad. Públicas. |

## Patrimonio histórico
- Bienes Inmuebles

| Bien catalogado       | Otras denominaciones | Web del bien | Tipo      | RP    | EA        | Fecha      |
| --------------------- | -------------------- | ------------ | --------- | ----- | --------- | ---------- |
| Castillo de la Armada |                      |              | Monumento | B.I.C | Declarado | 25-VI-1985 |

Otro edificio destacado es la iglesia de la Purísima Concepción, construida en el siglo XVIII.

## Efemérides locales

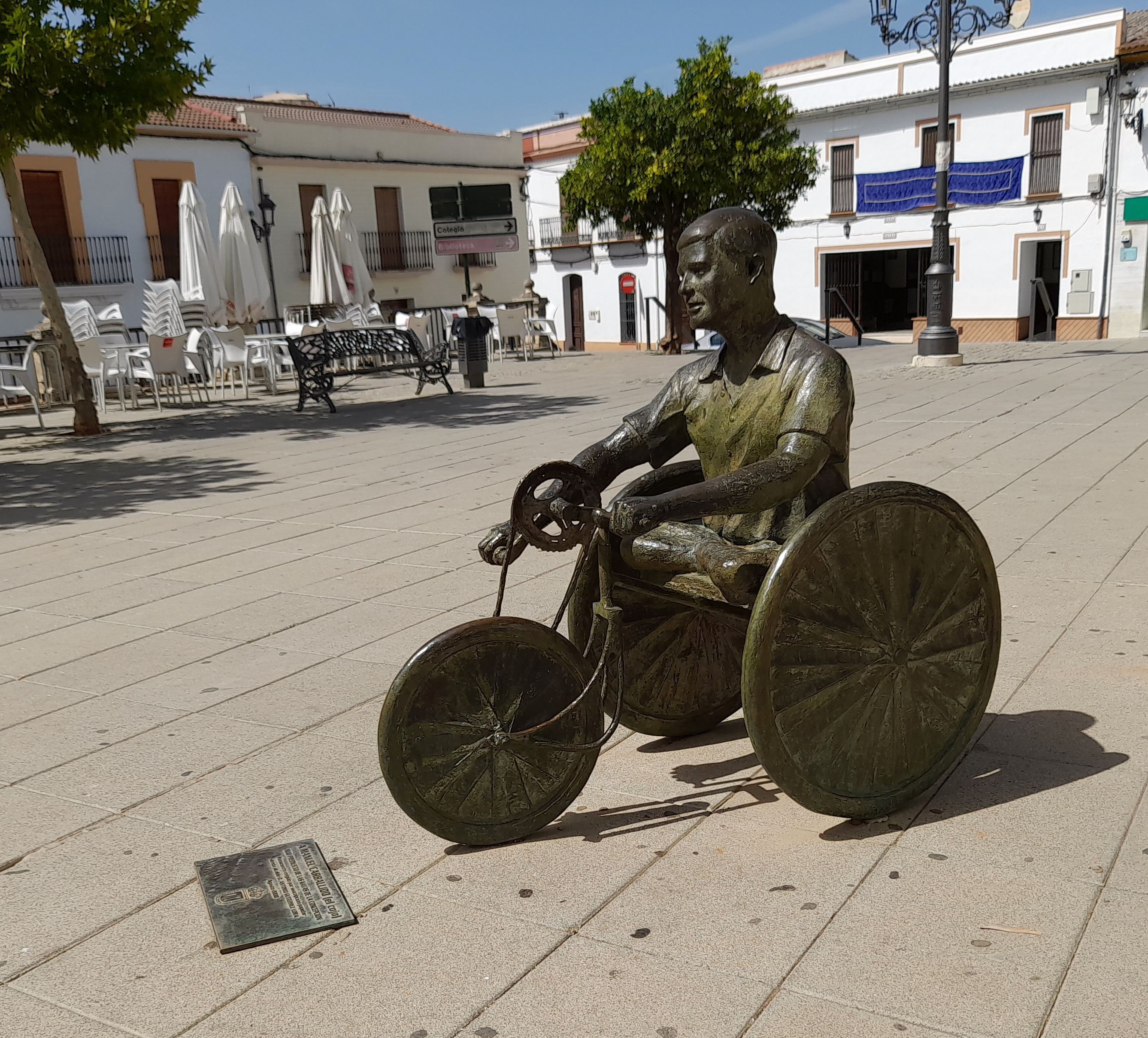
Monumento a un hijo predilecto de la localidad llamado llamado Manuel Carballido.

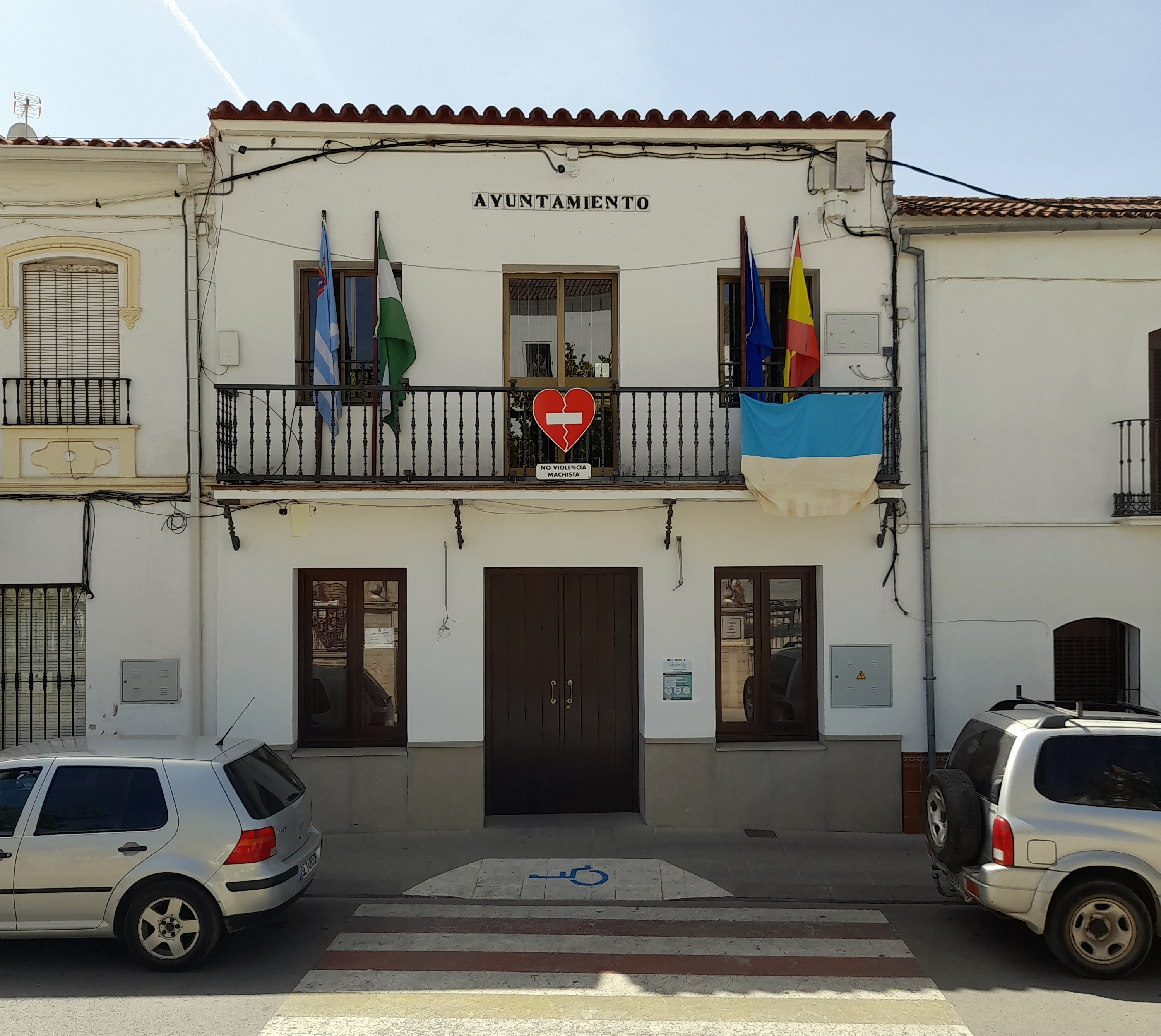
Ayuntamiento.

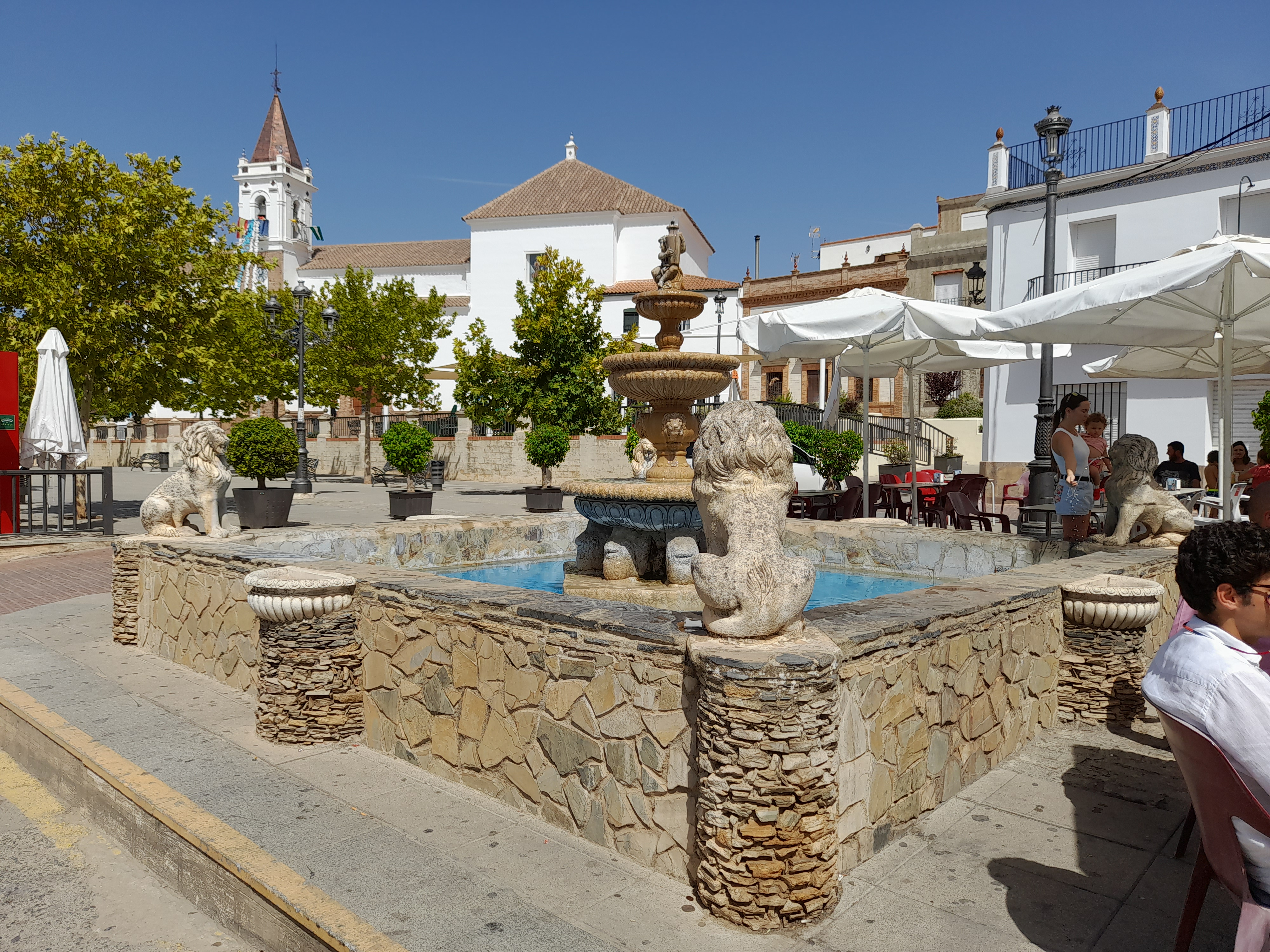
Fuente con leones en la Plaza de España.

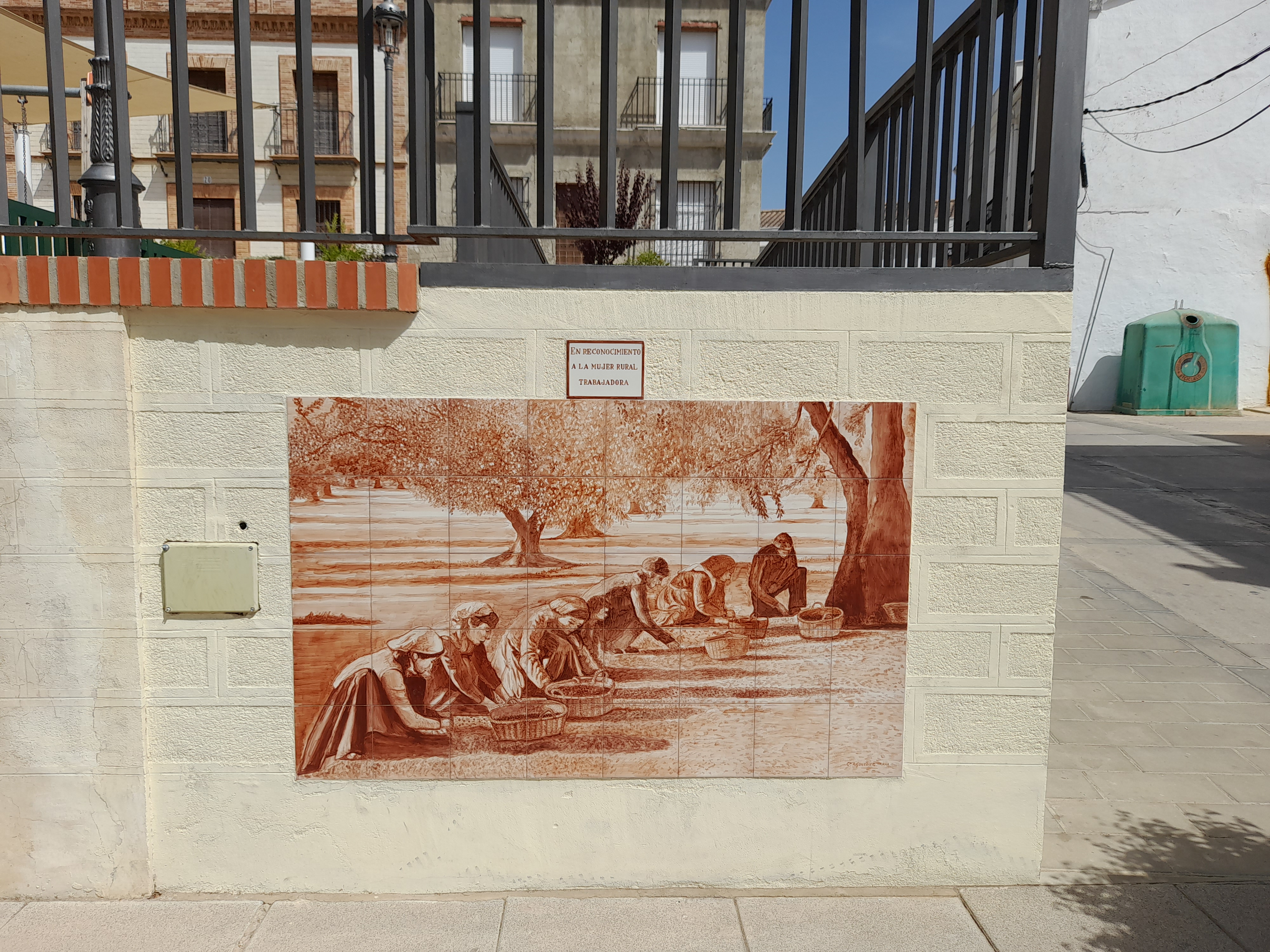
Azulejo con aceituneras en la Plaza de España, dedicado a la mujer rural trabajadora.

## Puntos de interés
- El Castillo de la Armada
- Entornos y parques naturales
- Parque natural de la Sierra Norte de Sevilla

El parque natural de Sierra Norte, en la provincia de Sevilla, ocupa el sector central de Sierra Morena occidental, flanqueado a izquierda y derecha por el parque natural de Sierra de Aracena y Picos de Aroche, en la provincia de Huelva y el parque natural de Hornachuelos, en la de Córdoba, respectivamente. 
Es uno de los parques naturales más extensos de Andalucía, ocupando 177 484 ha que integran a 10 municipios total o parcialmente: El Real de la Jara, Almadén de la Plata, Cazalla de la Sierra, Constantina, El Pedroso, Las Navas de la Concepción, San Nicolás del Puerto, La Puebla de los Infantes, Alanís y Guadalcanal. 
En las márgenes de los ríos, y especialmente en la de la Rivera del Ciudadeja de Las Navas de la Concepción y la Rivera del Huesna, se desarrollan espectaculares bosques de galería muy bien conservados, constituidos por especies vegetales de alto valor ecológico como el aliso, el fresno, el olmo, el chopo, diversas especies de sauces, el almez, el avellano, etc... 
En este último río existen tres cotos de pesca, donde se pueden capturar la trucha común y la trucha arco iris. También se practica este deporte en los embalses del Parque donde, gracias al buen estado de conservación de sus ríos podemos encontrar bogas y barbos como las especies piscícolas más comunes. 
Entre los valores geológicos y paisajísticos de Parque destacan Las Cascadas de la Rivera de Las Navas y la del Huesna y el Cerro del Hierro, estos últimos declarados Monumentos Naturales. En este último, la extracción de hierro, ya desde los tiempos de Roma, ha originado un paisaje muy peculiar al retirar el mineral acumulado en los huecos existentes en las rocas calizas del "Karst". En las cascadas destacan unas impresionantes formaciones travertínicas y magníficos bosques de galerías. 
Los valiosos recursos naturales del parque natural Sierra Norte han atraído desde antaño a numerosas civilizaciones. El paisaje ha sido transformado por los diferentes pobladores quienes aprovecharon la riqueza que el espacio les brindaba. Un ejemplo de este cambio es el Cerro del Hierro, declarado Monumento Natural, donde la extracción de mineral y la acción de la lluvia han dejado al descubierto un paisaje kárstico que hoy día es aprovechado por deportistas para la práctica de la escalada. 
Sierras de lomas suaves, donde predominan las zonas adehesadas de encinas y alcornoque, entremezcladas con bosque mediterráneo y algunos cultivos de olivo y vid. En algunas zonas umbrías y húmedas de los municipios de Constantina y Cazalla, junto a los únicos robles melojos de la provincia, se dan además, castañares para el aprovechamiento de sus varas. Junto al centro de visitantes El Robledo se encuentra el jardín botánico del mismo nombre donde se recoge una colección de las especies vegetales más características de Sierra Morena. 
La red hidrográfica del parque natural también juega un papel fundamental en su historia y paisaje. Tres son los ríos principales que refrescan la comarca: el Rivera del Huéznar, en la zona central del Parque, el río Viar al oeste y, por último, el Retortillo, al Este. Los dos primeros acogen magníficos bosques galerías, donde realizar la pesca de la trucha, una modalidad insólita en Sevilla. 
Quienes opten por el senderismo y el cicloturismo se le aconseja el recorrido de la Vía Verde de la Sierra Norte, un antiguo trazado ferroviario minero que discurre entre el antiguo poblado de Cerro del Hierro y la estación de tren Los Prados-Cazalla, pasando por el Monumento Natural Cascadas del Huéznar. 
Águilas imperiales ibéricas, reales y perdiceras surcan el cielo del parque natural. También son habituales aves carroñeras como el buitre negro y el leonado. Entre los mamíferos ungulados, como el ciervo y el jabalí, son habituales. El monte público de las Navas-Berrocal, en Almadén de la Plata te permitirá observarlas de una forma sencilla. 
Contribuyen a su patrimonio cultural, los diez municipios que forman parte del Parque, aportando interesantes monumentos histórico-artísticos como castillos árabes, iglesias y ermitas de tradición cristiana. Vestigios de un pasado más lejano se hallan en Almadén de la Plata, donde se han encontrado restos prehistóricos. 
Por otro lado, gozan de renombre internacional productos artesanales como vinos y anisados de Cazalla de la Sierra y Constantina. También es tradicional la elaboración de dulces de la Puebla de los Infantes y Las Navas, los aceites de Guadalcanal, La Navas y Alanís y los embutidos por supuesto de Las Navas de la Concepción, de El Real de la Jara y Almadén de la Plata. Su cocina especializada en carnes de caza es exquisita, un buen ejemplo de ello la caldereta de ciervo de Las Navas de la Concepción. 

## Fiestas

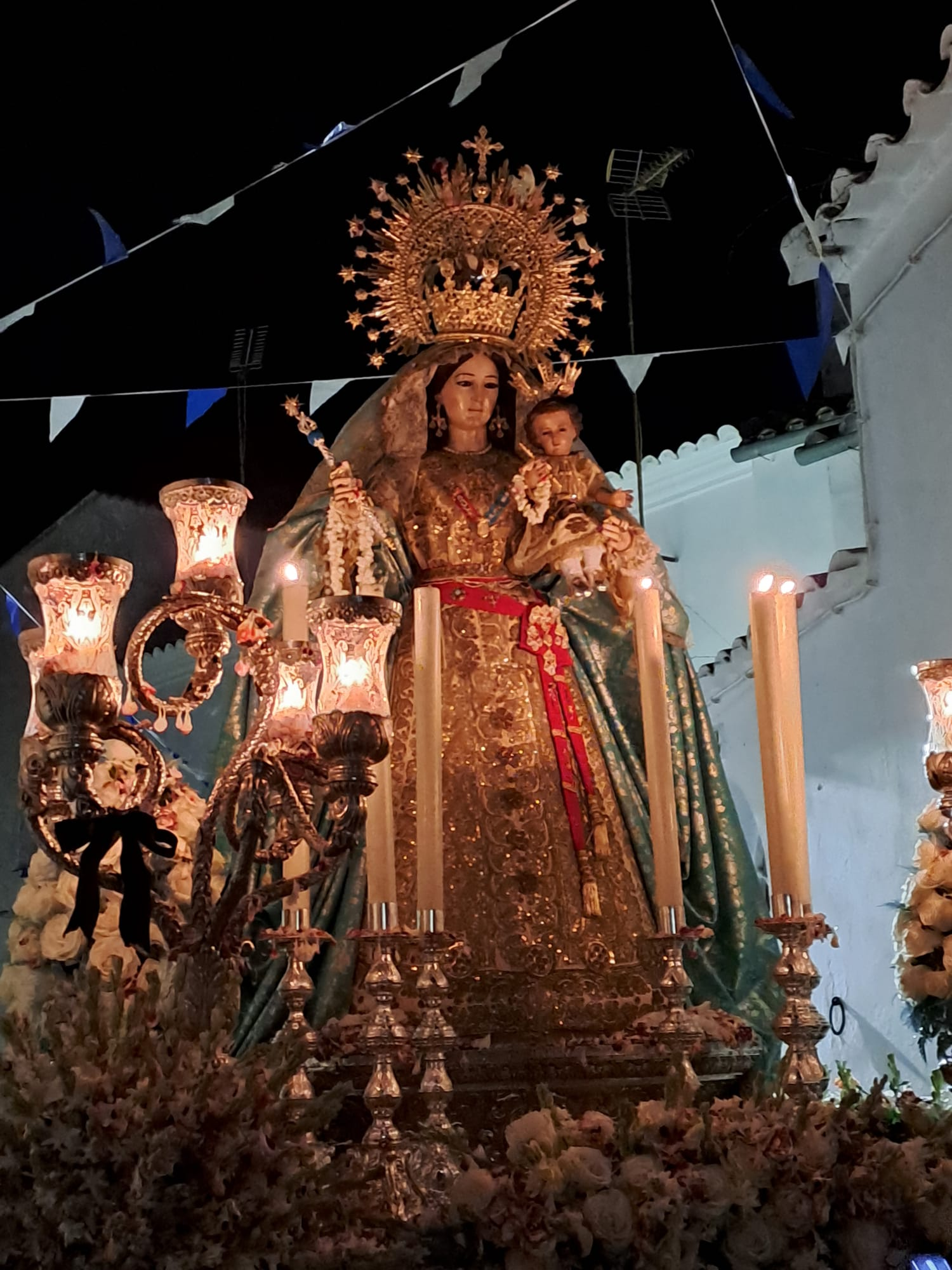
Virgen de Belén, Patrona de Las Navas de la Concepción

Las fiestas y celebraciones populares de Las Navas de la Concepción más importantes se celebran en torno a sus dos Patrones, San Pedro Apóstol y la Virgen de Belén. El 29 de junio tiene lugar la “Feria local” de Las Navas de la Concepción en honor del patrón. la Romería de Las Navas de la Concepción y el Día de la Virgen de Belén se celebran en honor a su patrona. 
Otras celebraciones importantes que aunque se adoptaron recientemente han ganado rápidamente popularidad son el Carnaval Infantil, el Día de Andalucía, la Semana Santa, el concierto "Corcho Rock", el Campeonato local "24 horas de futbito", la Velá "El Arremate", los Campeonatos de Tiro al Plato, la Feria de la Cinegética y del Ecoturismo y la Carrera local "La Pileta".